# Joseph Sifakis
Joseph Sifakis (Grieks: Ιωσήφ Σηφάκης, Iosif Sifakis) (Iraklion, Kreta, 26 december 1946) is een Grieks/Frans informaticus. Samen met Edmund M. Clarke en E. Allen Emerson heeft hij in 2007 de Turing Award gewonnen voor hun werk over model checking.

## Biografie
Sifakis heeft elektrotechniek gestudeerd aan de National Technical University of Athens (NTUA) en informatica aan de Université Joseph Fourier en het Institut polytechnique, beide te Grenoble. In 1976 nam hij de Franse nationaliteit aan.
Sifakis is de oprichter van het Verimag Laboratory in Grenoble, Frankrijk bij het Centre national de la recherche scientifique waar onderzoek wordt verricht naar ingebedde systemen. Van 1993 tot 2006 was hij hier onderzoeksdirecteur. Sifakis is ook wetenschappelijk coördinator bij Artist2 dat ook onderzoek verricht naar ingebedde systemen.
In 2007 won hij samen met Edmund M. Clarke en E. Allen Emerson de Turing Award:
For his role in developing Model-Checking into a highly effective verification technology, widely adopted in the hardware and software industries.— Association for Computing Machinery
In 2001 won hij de CNRS Silver Medal. Sifakis is benoemd tot Grootofficier in de Franse Nationale Orde van Verdienste. Sifakis is lid van de Academia Europaea en het Franse Académie des technologies.